# Ulla von Gemmingen
Ulrike Gertrud Brigitte Annelies „Ulla“ von Gemmingen (* 6. Januar 1949 in Bad Wimpfen) ist Museumspädagogin und bildende Künstlerin.

## Leben
Sie entstammt dem 2. Unterzweig (Stuttgart) der Fürfelder Linie der Freiherren von Gemmingen-Guttenberg und ist eine Tochter des Majors a. D. Sigmund von Gemmingen (* 1913) und der Gerda Maria Soika (* 1921).
Die Eltern waren im Zweiten Weltkrieg in Stuttgart ausgebombt worden und lebten in den ersten Nachkriegsjahren bis zur Wiederherstellung ihres Stuttgarter Hauses im Schloss Fürfeld, wo Ulla ihre frühe Kindheit verbrachte. Die Familie zog dann zurück nach Stuttgart, wo sie die Schule besuchte und ihr Abitur am Königin-Charlotte-Gymnasium absolvierte. Anschließend studierte sie Malerei und Kunsterziehung an der Akademie der Bildenden Künste in München bei Thomas Zacharias und Karlfried Dahmen. Danach war sie Referendarin an verschiedenen Schulen, bevor sie 1979 zur Museumspädagogik wechselte, wo sie insbesondere experimentelle Projekte mit Migranten an Münchner Museen realisierte. Sie avancierte zur Fachgebietsleiterin für experimentelle Museumspädagogik und später bis 2006 zu Fachgebiets- und Programmbereichsleiterin bei Kultur, Kunst und Kreativität an der Münchner Volkshochschule. Über ihre museumspädagogische Arbeit mit Migranten hat sie 1990 ein Buch veröffentlicht. Sie erhielt außerdem Lehraufträge an den Universitäten in Bremen und München und wurde 2003 mit einem Preis für Innovation in der Erwachsenenbildung ausgezeichnet.
Neben ihrer beruflichen Tätigkeit war sie auch stets als freie Künstlerin tätig, anfangs auch im Gespann mit ihrer Schwester Susanne von Gemmingen und ihrem Schwager Mirsad Taslaman, die beide akademische Kunstmaler in München sind. Ihr Werk umfasst abstrakte Malerei und Druckgrafik. Außer ihrem Atelier an ihrem Wohnort München hatte sie auch ein Atelier für großformatige Arbeiten im Schloss Fürfeld eingerichtet. Eine erste Einzelausstellung mit ihren Werken war 1984/85 in der Galerie Steiner im Schloss Babstadt zu sehen. Seit den späten 1990er Jahren hat sie vor allem in Münchner Galerien ausgestellt. Seit 2009 arbeitet sie vor allem an graphischen Blättern, Ölbildern, Steinlithografien, Collagrafien und mehrfarbigen Radierungen.

## Veröffentlichungen
- Diese Farbe ist mir wie deine grünen Augen: Museumswerkstatt mit Ausländern, Verlag Lecke + Budrich, Obladen 1990, ISBN 3-8100-0841-9

## Auszeichnungen
- Preis für Innovation der Deutschen Erwachsenenbildung des DIE, Bonn 2003

## Einzelausstellungen (Auswahl)
- 1984/85: Galerie Steiner, Schloss Babstadt (mit Susanne von Gemmingen)
- 1994: Kunstforum Arabellapark, München
- 2001: Galerie Méautis, München
- 2011: Galerie am schwarzen Meer, Bremen
- 2014: Wasserschloss Bad Rappenau
- 2016: Haus der Bildung, Schwäbisch Hall